# Zdenka Němečková Crkvenjaš
Zdenka Němečková Crkvenjaš (* 14. září 1976 Ostrava) je česká politička a lékařka, od října 2021 poslankyně Poslanecké sněmovny PČR, v letech 2020 až 2024 zastupitelka a radní Moravskoslezského kraje, v letech 2010 až 2014 zastupitelka města Ostrava. Je bývalou členkou TOP 09, později vstoupila do ODS.
Je známá jako vedoucí týmu lékařů popálené Natálie Kudrikové při žhářském útoku ve Vítkově v roce 2009.

## Život
Její matka pochází z Ostravy, otec ze Sarajeva. Rodina chtěla žít od začátku v Bosně, ale povolení k vycestování dostali, až když jí bylo půl roku. Do Československa se pak vraceli za příbuznými.
V roce 1991 začala studovat gymnázium v Sarajevu, avšak v březnu 1992 vyhlásila Bosna a Hercegovina nezávislost a začala válka v Bosně. S matkou a sourozenci se jim podařilo utéct mezi posledními ze země. Otec odjet nemohl, později byl postřelen a těsně před koncem války se jej podařilo dostat přes Červený kříž do České republiky. Ve válce ale ztratila mnoho příbuzných a známých.
V Ostravě udělala rozdílové zkoušky a v letech 1992 až 1995 pokračovala na Gymnáziu Volgogradská v Ostravě-Zábřehu. Následně v letech 1995 až 2001 vystudovala obor všeobecné lékařství na Lékařské fakultě Univerzity Palackého v Olomouci (získala titul MUDr.). Postupně získala specializace v oborech chirurgie I. stupně (2004), popáleninová medicína (2007), intenzivní medicína (2008) a plastická chirurgie (2016). V roce 2015 si také rozšířila kvalifikaci na Nottingham Trent University a získala titul MBA.
Od roku 2001 pracovala v Popáleninovém centru Fakultní nemocnice Ostrava: nejprve jako lékař (2001 až 2007), později jako zástupce primáře pro vědeckou, výzkumnou a vývojovou činnost (2007 až 2008) a nakonec primářka (2008 až 2017). V říjnu 2017 se název centra změnil na Kliniku popáleninové medicíny a rekonstrukční chirurgie, kde je od té doby přednostou.
Kromě toho krátce působila jako lékařka Oddělení plastické chirurgie na Chirurgické klinice 2. LF UK a FN Motol v Praze (2014 až 2015). Od roku 2014 též působí jako vedoucí Subkatedry popáleninové medicíny Institutu postgraduálního vzdělávání ve zdravotnictví Praha a od roku 2015 pak ještě jako odborná asistentka na Lékařské fakultě Ostravské univerzity.
Veřejně známou se stala v roce 2009, když vedla tým lékařů, který zachránil život popálené Natálii Kudrikové po žhářském útoku ve Vítkově.
Zdenka Němečková Crkvenjaš je vdaná, jejím manželem je bývalý ministr zdravotnictví ČR v Sobotkově vládě Svatopluk Němeček (ČSSD). Mají spolu dvě děti – dceru a syna.

## Politická kariéra
Je bývalou členkou TOP 09. V komunálních volbách v roce 2010 byla díky preferenčním hlasům za tuto stranu zvolena zastupitelkou města Ostravy. Ve volbách v roce 2014 se jí však mandát zastupitelky města obhájit nepodařilo.
Ve volbách do Senátu PČR v roce 2018 kandidovala jako nezávislá v obvodu č. 71 – Ostrava-město. Podporovala ji také ODS, TOP 09 a Strana soukromníků ČR. Se ziskem 15,18 % hlasů skončila na 3. místě.
V krajských volbách v roce 2020 byla zvolena jako členka ODS na kandidátce „Koalice ODS a TOP 09“ zastupitelkou Moravskoslezského kraje. Dne 5. listopadu 2020 se navíc stala radní kraje pro životní prostředí. V krajských volbách v roce 2024 již nekandidovala.
Ve volbách do Poslanecké sněmovny PČR v roce 2021 kandidovala z pozice členky ODS na 5. místě kandidátky koalice SPOLU (tj. ODS, KDU-ČSL a TOP 09) v Moravskoslezském kraji. Vlivem 11 596 preferenčních hlasů však nakonec skončila druhá, a stala se tak poslankyní.
Ve volbách do Poslanecké sněmovny PČR v roce 2025 kandiduje z pozice členky ODS na 3. místě kandidátky koalice SPOLU (tj. ODS, KDU-ČSL a TOP 09) v Moravskoslezském kraji.